# Philip Pertl
Philip Pertl (* 8. Mai 1998 in Schwarzach im Pongau) ist ein österreichischer Triathlet. Er ist zweifacher Staatsmeister auf der Triathlon-Sprintdistanz (2017, 2021).

## Werdegang
Im Juni 2015 wurde er im Burgenland am Neufelder See Junioren-Vize-Staatsmeister Triathlon auf der Sprintdistanz (750 m Schwimmen, 20 km Radfahren und 5 km Laufen).

### Triathlon-Staatsmeister 2017
Im Juni 2017 wurde Philip Pertl Staatsmeister auf der Triathlon-Sprintdistanz. Bei der Triathlon-Europameisterschaft in Kitzbühel belegte er den 15. Rang bei den Junioren und den vierten Rang im Mixed-Team. Im Oktober konnte er mit dem österreichischen Team (Therese Feuersinger, Pia Totschnig, Magdalena Früh, Lukas Gstaltner und Leon Pauger) mit insgesamt acht Podiumsplätzen in zehn Rennen von April bis Oktober das Nationenranking der Junioren vor Ungarn und Frankreich gewinnen.

### Triathlon-Staatsmeister 2021
Im August 2021 wurde der 23-Jährige beim Ausee Triathlon nach 2017 zum zweiten Mal Staatsmeister auf der Triathlon Sprintdistanz.
Philip Pertl lebt in Dorfgastein. Auch sein älterer Bruder Lukas Pertl (* 1995) ist im österreichischen Nationalteam als Triathlet aktiv.

## Sportliche Erfolge
| Datum/Jahr    | Rang | Wettbewerb                                             | Austragungsort        | Zeit     | Bemerkung |
| ------------- | ---- | ------------------------------------------------------ | --------------------- | -------- | --- |
| 19. Apr. 2025 | 8    | ITU Asia Triathlon Cup                                 | Dexing                | 01:50:21 | |
| 20. Juli 2024 | 1    | Trumer Triathlon                                       | Obertrum am See       | 01:09:25 | Sprintdistanz |
| 14. Juli 2024 | 39   | ITU World Championship Series 2024                     | Hamburg               | 00:52:27 | |
| 6. Apr. 2024  | 2    | ATU Africa Triathlon Premium Cup                       | Nelson Mandela Bay    | 01:51:54 | |
| 25. Feb. 2023 | 8    | Asia Triathlon Cup                                     | Hongkong              | 00:57:47 | |
| 17. Juli 2022 | 13   | Alpen-Triathlon                                        | Schliersee            | 00:55:35 | |
| 28. Mai 2022  | 35   | ITU Triathlon World Cup                                | Arzachena             | 00:58:40 | |
| 17. Apr. 2022 | 14   | ETU Europe Triathlon Cup                               | Yenişehir             | 00:52:01 | |
| 2. Apr. 2022  | 5    | ASTC Asia Triathlon Cup                                | Pokhara               | 00:55:10 | South Asian Championships                                                                                                   |
| 12. März 2022 | 22   | ITU Americas Triathlon Cup                             | La Paz                | 01:52:26 | Austragung als Duathlon über 5 km Laufen, 40 km Radfahren und 10 km Laufen                                                  |
| 15. Aug. 2021 | 1    | ÖTRV Staatsmeisterschaft Triathlon Sprintdistanz       | Blindenmarkt          |          | Staatsmeister auf der Triathlon Sprintdistanz beim Ausee Triathlon                                                          |
| 17. Juli 2021 | 2    | Trumer Triathlon                                       | Obertrum am See       |          | Sprintdistanz |
| 14. Sep. 2019 | 37   | ETU Triathlon European Championships U23               | Valencia              | 00:53:55 | als zweitbester Österreicher hinter Leon Pauger                                                                             |
| 17. Aug. 2019 | 2    | Jannersee Triathlon                                    | Lauterach             | 00:40:14 | Zweiter hinter seinem Bruder Luksa                                                                                          |
| 27. Juli 2019 | 1    | Trumer Triathlon                                       | Obertrum am See       |          | Sieger auf der Sprintdistanz                                                                                                |
| 30. März 2019 | 6    | ATU Triathlon African Cup                              | Scharm asch-Schaich   | 01:07:56 | |
| 3. Juni 2018  | 2    | ÖTRV Staatsmeisterschaft Triathlon Sprintdistanz       | Tulln                 | 00:58:08 | Vize-Staatsmeister auf der Triathlon Sprintdistanz                                                                          |
| 15. Apr. 2018 | 37   | ETU Triathlon European Cup                             | Melilla               | 01:46:57 | |
| 11. Feb. 2018 | 24   | ITU Triathlon World Cup                                | Kapstadt              | 00:54:13 | hinter dem Sieger Richard Murray                                                                                            |
| 24. Juni 2017 | 2    | ETU Triathlon Junior European Cup Junior Men           | Bled                  | 00:35:41 | |
| 18. Juni 2017 | 4    | ETU Triathlon European Championship Junior Mixed Relay | Kitzbühel             | 01:19:21 | im Mixed-Team, mit Therese Feuersinger, Tjebbe Kaindl und Pia Totschnig (200 m Schwimmen, 5 km Radfahren und 1,8 km Laufen) |
| 16. Juni 2017 | 15   | ETU Triathlon European Championship Junior Men         | Kitzbühel             | 00:54:55 | Triathlon-Europameisterschaft Junioren (750 m Schwimmen, 20 km Radfahren und 5 km Laufen)                                   |
| 4. Juni 2017  | 1    | ÖTRV Staatsmeisterschaft Triathlon Sprintdistanz       | Maria Lankowitz       | 00:57:54 | |
| 28. Aug. 2016 | 2    | ETU Triathlon Junior European Cup Junior Men           | Tulcea                | 01:02:58 | |
| 11. Juni 2016 | 3    | ÖTRV Staatsmeisterschaft Triathlon Junioren            | Neufeld an der Leitha | 00:55:05 | auf der Sprintdistanz |
| 28. Mai 2016  | 45   | ETU Triathlon European Championship Junior Men         | Lissabon              | 01:02:26 | Triathlon-Europameisterschaft Junioren (750 m Schwimmen, 20 km Radfahren und 5 km Laufen)                                   |
| 13. Juni 2015 | 2    | ÖTRV Staatsmeisterschaft Triathlon Junioren            | Neufeld an der Leitha | 00:58:20 | |

| Datum/Jahr   | Rang | Wettbewerb                                       | Austragungsort | Zeit     | Bemerkung                                                             |
| ------------ | ---- | ------------------------------------------------ | -------------- | -------- | --------------------------------------------------------------------- |
| 26. Mai 2024 | 2    | ÖTRV Triathlon-Staatsmeisterschaft Mitteldistanz | St. Pölten     | 03:59:06 | Triathlon-Vize-Staatsmeister als Sechsterbei der Challenge St. Pölten |

| Datum/Jahr    | Rang | Wettbewerb          | Austragungsort | Zeit        | Bemerkung |
| ------------- | ---- | ------------------- | -------------- | ----------- | --- |
| 19. Jan. 2014 | 2    | 1. WinTri Faistenau | Faistenau      | 01:12:24.90 | Im Team mit Dominik Berger und Christoph Kullnig – witterungsbedingt musste das Rennen als Cross-Duathlon ausgetragen werden (4,2 km Crosslauf, 18 km Mountainbike und 4,2 km Crosslauf) |

| Datum/Jahr | Rang | Wettbewerb                            | Austragungsort | Zeit | Bemerkung                   |
| ---------- | ---- | ------------------------------------- | -------------- | ---- | --------------------------- |
| 2017       | 1    | ÖLV Staatsmeisterschaft Crosslauf U20 | Itter          |      | Staatsmeister U20 Crosslauf |

(DNF – Did Not Finish)